# Michael Foster (baloncestista)
Michael Foster Jr. (Milwaukee, Wisconsin; 16 de enero de 2003) es un jugador de baloncesto estadounidense que pertenece a la plantilla de los Capital City Go-Go de la G League. Con 2,03 metros de estatura, juega en la posición de ala-pívot.

## Trayectoria deportiva

### Instituto
Foster asistió a la Escuela Secundaria Washington de Tecnología de la Información en Milwaukee, Wisconsin. Llevó a su equipo a un subcampeonato estatal en cada uno de sus dos primeros años. Para su temporada júnior, Foster fue transferido al Hillcrest Prep en Phoenix, Arizona. En su último año, promedió 32,2 puntos y 18,4 rebotes por partido. Fue incluido en los equipos del McDonald's All-American Game y el Jordan Brand Classic.
El 23 de abril de 2021, anunció que se uniría a la NBA G League, renunciando al baloncesto universitario. Eligió la G League sobre las ofertas de Florida State y Georgia.

### Profesional
El 23 de abril de 2021 firmó con NBA G League Ignite, un equipo de desarrollo afiliado a NBA G League. Jugó una temporada en la que promedó 15,6 puntos y 9,6 rebotes por partido.
Tras no ser elegido en el Draft de la NBA de 2022, disputó las ligas de verano con los Philadelphia 76ers, con los que firmó un contrato que acabó convirtiéndose en dual el 16 de octubre. Tras aparecer tan solo en un partido, fue despedido para hacer hueco en la plantilla a un nuevo fichaje, Saben Lee. El 5 de diciembre volvió a firmar contrato con los Delaware Blue Coats.
El 11 de octubre de 2023 firmó con los Washington Wizards, pero fue despedido el 20 de octubre. Diez días después, se unió al Capital City Go-Go.

## Estadísticas de su carrera en la NBA

### Temporada regular
| Año     | Equipo       | PJ | PT | MPP | %TC | %3P | %TL | RPP | APP | ROB | TPP | PPP |
| ------- | ------------ | -- | -- | --- | --- | --- | --- | --- | --- | --- | --- | --- |
| 2022-23 | Philadelphia | 1  | 0  | 1.0 | –   | –   | –   | .0  | .0  | .0  | .0  | .0  |
| Total   | Total        | 1  | 0  | 1.0 | –   | –   | –   | .0  | .0  | .0  | .0  | .0  |